# 24308 Cowenco
24308 Cowenco este un asteroid din centura principală de asteroizi.

## Descriere
24308 Cowenco este un asteroid din centura principală de asteroizi. A fost descoperit pe 29 decembrie 1999 la Eskridge de Gary Hug și Graham E. Bell. Asteroidul prezintă o orbită caracterizată de o semiaxă mare de 2,97 ua, o excentricitate de 0,07 și o înclinație de 1,6° în raport cu ecliptica.